# Horstmar (Nadrenia Północna-Westfalia)
Horstmar – miasto w Niemczech, położone w kraju związkowym Nadrenia Północna-Westfalia, w rejencji Münster, w powiecie Steinfurt. Na koniec 2010 roku liczyło 6 515 mieszkańców.